# Ag2r La Mondiale/Saison 2019
Diese Liste beschreibt die Mannschaft und die Erfolge des Radsportteams ag2r La Mondiale in der Saison 2019.

## Erfolge in der UCI WorldTour
In der Saison 2019 gelangen dem Team nachstehende Erfolge in der UCI WorldTour.
| Datum      | Rennen                   | Sieger        |
| ---------- | ------------------------ | ------------- |
| 29. Mai    | 17. Etappe Giro d’Italia | Nans Peters   |
| 17. August | 7. Etappe BinckBank Tour | Oliver Naesen |

## Erfolge in der UCI Europe Tour
In der Saison 2019 gelangen dem Team nachstehende Erfolge in der UCI Europe Tour.
| Datum          | Rennen                                | Kat. | Sieger            |
| -------------- | ------------------------------------- | ---- | ----------------- |
| 3. März        | La Drôme Classic                      | 1.1  | Alexis Vuillermoz |
| 11. April      | 3. Etappe Circuit Cycliste Sarthe     | 2.1  | Alexis Gougeard   |
| 9.–12. April   | Gesamtwertung Circuit Cycliste Sarthe | 2.1  | Alexis Gougeard   |
| 16. April      | Paris–Camembert                       | 1.1  | Benoit Cosnefroy  |
| 25. Mai        | 2. Etappe Tour de l’Ain               | 2.1  | Alexandre Geniez  |
| 1. Juni        | Grand Prix de Plumelec-Morbihan       | 1.1  | Benoit Cosnefroy  |
| 2. Juni        | Boucles de l’Aulne                    | 1.1  | Alexis Gougeard   |
| 6. Juni        | Prolog Boucles de la Mayenne (EZF)    | 2.1  | Dorian Godon      |
| 18. August     | Polynormande                          | 1.1  | Benoit Cosnefroy  |
| 23. August     | 3. Etappe Tour du Limousin            | 2.1  | Benoit Cosnefroy  |
| 21.–24. August | Gesamtwertung Tour du Limousin        | 2.1  | Benoit Cosnefroy  |

## Erfolge in den Nationalen Straßen-Radsportmeisterschaften
In den Rennen der Nationalen Straßen-Radsportmeisterschaften 2019 konnte das Team nachstehende Titel erringen.
| Datum    | Rennen                                      | Sieger             |
| -------- | ------------------------------------------- | ------------------ |
| 28. Juni | Litauische Meisterschaft – Einzelzeitfahren | Gediminas Bagdonas |

## Mannschaft
| Teamkader 2019                            | Teamkader 2019     | Teamkader 2019     | Teamkader 2019                     |
| Name                                      | Geburtsdatum       | Land               | Vorheriges Team                    |
| ----------------------------------------- | ------------------ | ------------------ | ---------------------------------- |
| Gediminas Bagdonas                        | 26. Dezember 1985  | Litauen            | An Post-Sean Kelly (2012)          |
| Romain Bardet                             | 9. November 1990   | Frankreich         | Chambéry CF (2011)                 |
| François Bidard                           | 19. März 1992      | Frankreich         | Chambéry CF (2015)                 |
| Geoffrey Bouchard                         | 1. April 1992      | Frankreich         | CR4C Roanne (2018)                 |
| Mikaël Chérel                             | 17. März 1986      | Frankreich         | FDJ (2010)                         |
| Clément Chevrier                          | 29. Juni 1992      | Frankreich         | IAM Cycling (2016)                 |
| Benoît Cosnefroy                          | 17. Oktober 1995   | Frankreich         | Chambéry CF (2017)                 |
| Nico Denz                                 | 15. Februar 1994   | Deutschland        | Chambéry CF (2015)                 |
| Silvan Dillier                            | 3. August 1990     | Schweiz            | BMC Racing Team (2017)             |
| Axel Domont                               | 7. August 1990     | Frankreich         | Chambéry CF (2012)                 |
| Samuel Dumoulin                           | 20. August 1980    | Frankreich         | Cofidis, le Crédit en Ligne (2012) |
| Hubert Dupont                             | 13. November 1980  | Frankreich         | RAGT Semences (2005)               |
| Julien Duval                              | 27. Mai 1990       | Frankreich         | Armée de terre (2016)              |
| Mathias Frank                             | 9. Dezember 1986   | Schweiz            | IAM Cycling (2016)                 |
| Tony Gallopin                             | 24. Mai 1988       | Frankreich         | Lotto-Soudal (2017)                |
| Ben Gastauer                              | 14. November 1987  | Luxemburg          | Chambéry CF (2009)                 |
| Alexandre Geniez                          | 16. April 1988     | Frankreich         | FDJ (2016)                         |
| Dorian Godon                              | 25. Mai 1996       | Frankreich         | Cofidis, Solutions Crédits (2018)  |
| Alexis Gougeard                           | 5. März 1993       | Frankreich         | USSA Pavilly Barentin (2013)       |
| Jaakko Hänninen (1. Aug.–31. Dez.)        | 16. April 1997     | Finnland           | EC Saint-Étienne Loire (2019)      |
| Quentin Jauregui                          | 22. April 1994     | Frankreich         | Roubaix Lille Métropole (2014)     |
| Pierre Latour                             | 12. Oktober 1993   | Frankreich         | Chambéry CF (2014)                 |
| Oliver Naesen                             | 16. September 1990 | Belgien            | IAM Cycling (2016)                 |
| Aurélien Paret-Peintre                    | 27. Februar 1996   | Frankreich         | Chambéry CF (2018)                 |
| Nans Peters                               | 12. März 1994      | Frankreich         | Chambéry CF (2016)                 |
| Stijn Vandenbergh                         | 25. April 1984     | Belgien            | Etixx-Quick Step (2016)            |
| Clément Venturini                         | 16. Oktober 1993   | Frankreich         | Cofidis, Solutions Crédits (2017)  |
| Alexis Vuillermoz                         | 1. Juni 1988       | Frankreich         | Sojasun (2013)                     |
| Lawrence Warbasse                         | 28. Juni 1990      | Vereinigte Staaten | Aqua Blue Sport (2018)             |
|                                           |                    |                    |                                    |
| Quellen: ProCyclingStats Cycling Quotient |                    |                    |                                    |